# Psychopompos

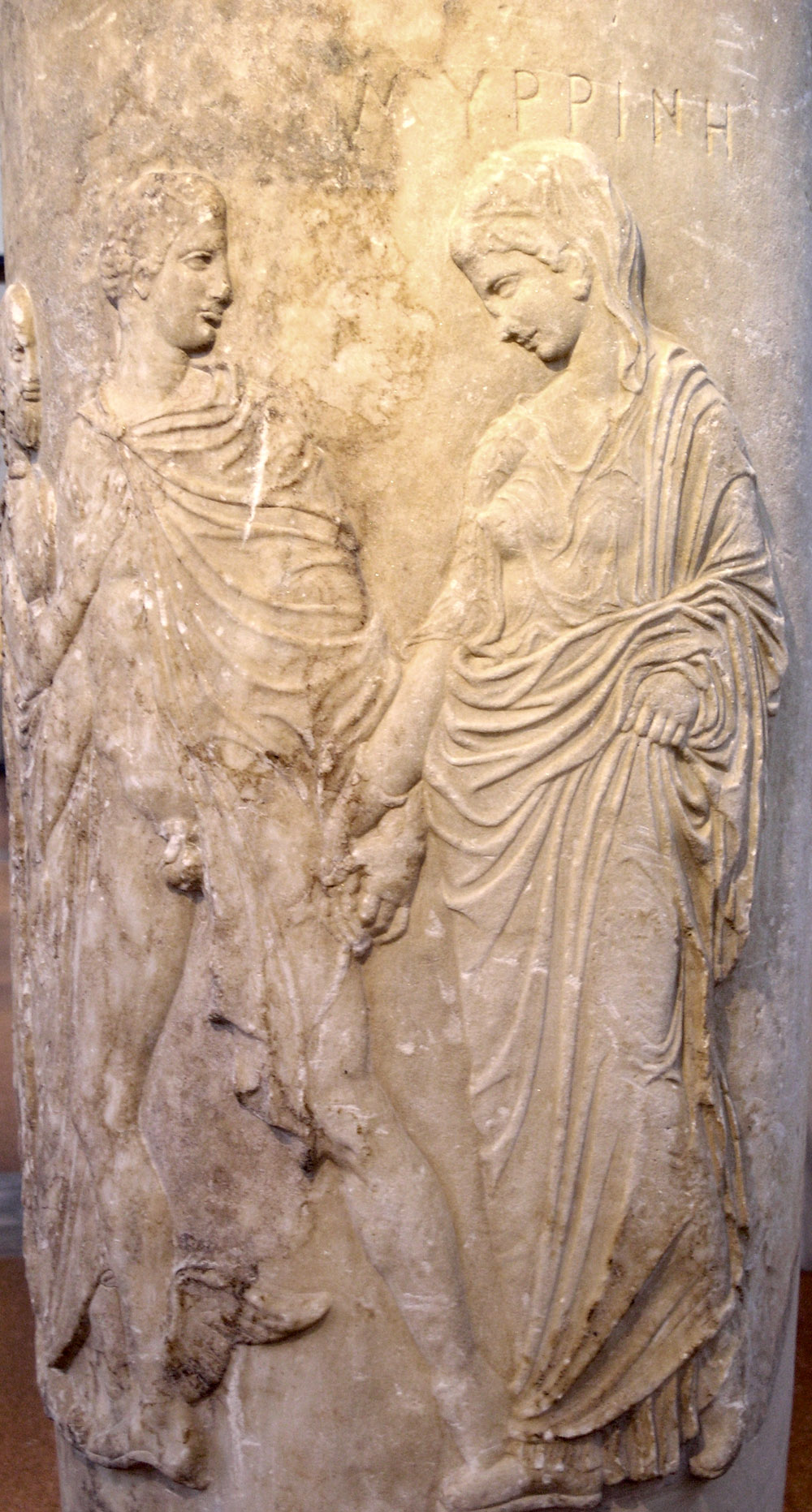
Relief auf einer Lekythos in Athen: Hermes begleitet Myrrhine auf dem Weg zu Hades

Das Wort Psychopompos (Plural Psychopompoi) oder eingedeutscht der Psychopomp kommt vom griechischen ψυχοπομπός (mask.) und bedeutet wörtlich übersetzt „Seelengeleiter“: Er geleitet die Seelen der Verstorbenen ins Jenseits. Der Namensteil πομπός (pompos) stammt vom Verbum πέμπω (pempo) ab, das „führen“ und „geleiten“ bedeutet.
Psychopompos ist der Titel des griechischen Botengottes Hermes, der dieses Amt von Apollon übernommen hatte. Die Vorstellung von Psychopompoi war aber allgemein verbreitet. So kannten etwa die alten Ägypter den hunde- oder schakalköpfigen Anubis, in der germanischen Mythologie holen Walküren die gefallenen Krieger vom Schlachtfeld nach Walhalla, und bei den Kelten war Ogma Seelenführer.
Im Christentum sind es der Erzengel Michael (als Psychopompos nicht mit dem Drachen, sondern mit der Seelenwaage dargestellt), der Schutzengel oder der Riese Christophorus; an der Pforte zum Himmel erwartet Petrus die Seele, die Einlass begehrt. Christophorus findet sich auf frühchristlichen Ikonen – wie sein ägyptisches Pendant Anubis – hundsköpfig dargestellt. Im Islam ist es der Engel Azrael, der von Allah eine Liste mit den zum Tode bestimmten Menschen erhält und in den darauffolgenden 40 Tagen ihre Seelen vom Körper trennt.
Allgemein ist der Psychopomp eine mögliche Form der Personifikation des Todes. Generell können Geister, Gottheiten, Dämonen oder Engel die Aufgabe eines Psychopompos übernehmen. Seine Bedeutung ist neben dem Transport der Seele vor allem der Prozess der Akzeptanz der Sterblichkeit. Er ist vor allem ein Führer und Helfer.
Ihren Ursprung hat diese Vorstellung im archaischen Schamanismus. Der Schamane führte die Seelen verstorbener Mitmenschen ins Totenreich. Helfer des Psychopompos sind die Schutztiere. In der Kultur einiger nordamerikanischer Stämme wird der Psychopompos durch die Totemtiere symbolisiert.

## In Literatur und Medien
Beispiele für Psychopompoi in der Literatur sind Vergil in Dantes Inferno oder die Sperlinge in Stephen Kings Roman Stark – The Dark Half oder der Boandlkramer in dem im bayerischen Raum immer noch aufgeführten und populären Theaterstück Der Brandner Kaspar nach einer Erzählung aus dem späten 19. Jahrhundert.
In der Fernsehserie Dead Like Me – So gut wie tot kann man die Seelensammler (englisch grim reaper) als Psychopompoi bezeichnen. Sie lösen die Seele vom Körper, machen die Seelen mit ihrer neuen Situation vertraut und führen sie schließlich ins Licht.
Die kanadische Rockband The Tea Party benannte auf ihrem Album Transmission einen Song Psychopomp.
Die Band Ginger Wizard & The Peter Jacksons nannte einen sehr tragenden Song 2023 „Can I Choose My Own Psychopompos?“